# Valens Acidalius
Valens Acidalius, conocido también por Valtin Havekenthal (Wittstock, 1567 - Neisse, 25 de mayo de 1595), fue un crítico y poeta alemán, que escribía en latín.

## Biografía
Acidalius era hijo de un pastor que trabajaba en Wittstock. Estudió en las universidades de Rostock, Greifswald y Helmstedt. En su juventud, sus poemas en latín, causaron una revolución. En 1590, acompañó a su amigo Daniel Bucretius (Daniel Rindfleisch) a Italia, donde publicó su primer trabajo literario, una edición de Veleyo Patérculo. Acidalius estudió Filosofía y Medicina en Bolonia y se doctoró en las dos disciplinas.
Sin embargo, el trabajo práctico como médico no le atraía y, por ello, se concentró en la crítica de obras clásicas. Retornó a Alemania en 1593, después de varios ataques de fiebre, se estableció en Breslau, la ciudad natal de su amigo Bucretius. En la primavera de 1595, aceptó una invitación de su amigo y mentor, el canciller episcopal Wacker von Wackenfels para ir a vivir a Neisse, donde murió de fiebre a la edad de apenas veinte y ocho años.

## Publicaciones
- Velleius Paterculus, 1590, Padua
- Animadversiones in Curtium, 1594, Fráncfort del Meno

Póstumo
- una colección de poemas, elegías, odas y epigramas, 1603, Legnica
- Centuria prima epistolarum, 1606, Hanau
- Divinationes et interpretationes in comoedias Plauti, 1607, Fráncfort del Meno, 566 páginas
- Notae en Taciti opera, 1607, Hannover
- Notae en Panegyrici veteres, 1607, Heidelberg

Controvertido
- Disputatio nueva contra mulieres, qua probatur eas homines non ese, 1595, probablemente impreso en Zerbst. Un tratado que causó mucha irritación entre los teólogos de la época por causa de sus preceptos blasfemos. Sus atacantes ignoraban el hecho de que el tratado fue concebido como una parodia de los métodos socinianos de refutar la naturaleza divina de Cristo. Durante su vida, Acidalius negó haber realizado este escrito. Pero queda acreditado que, a pesar de que Acidalius realmente no escribió el tratado, el no obstante, influyó en su creación. Así, el verdadero autor permanece anónimo.[1]